# Yves Chabal
Yves Jean Chabal (* 5. August 1952 in Pau, Frankreich) ist ein US-amerikanischer Physiker.
Chabal erhielt 1974 den Bachelor-Abschluss in Physik an der Princeton University und 1980 den Ph.D. an der Cornell University. Anschließend war er bis 1996 an den Bell Laboratories und arbeitete dann bis 2002 bei Lucent Technologies. Von 2002 bis 2008 war Chabal an der Rutgers University als Professor für Chemie, biomedizinische Forschung und Physik. Seitdem ist er an der University of Texas Professor für Nanoelektronik.
Chabal gilt als einer der führenden Experten auf dem Gebiet der Oberflächen von Halbleitern und deren Beschaffenheit. Diese Forschung soll kleinere, stärkere und energieeffizientere Halbleiter ermöglichen.

## Auszeichnungen
- 1996 Fellow der American Physical Society
- 2009 Davisson-Germer-Preis zusammen mit Krishnan Raghavachari[3]
- 2012 Medard W. Welch Award